# Чатъм (проток)
Чатъм (на английски: Chatham Strait) е дълъг (203 km) и тесен (от 7 до 25 km) проток в североизточната част на Тихия океан, край югоизточния бряг на щата Аляска, в архипелага Александър. Дълбочината му варира от 530 до 691 m. Протока разделя островите Баранов и Чичагов на запад от островите Адмиралти и Кую на изток. На северозапад се свързва Ледения проток, а на север – с дългия и тесен залив Лин канал. На юг директно излиза към открития океан, на запад се свързва с протока Перит (между островите Баранов и Чичагов), а на изток – с протока Фредерик (между островите Адмиралти и Кую). Бреговете му са високи (до 1000 m), стръмни, на места отвесни, силно разчленени, особено на запад, където дълбоко в остров Чичагов се вдава дългия и тесен залив Тенаке. Скоростта на приливните течения е до 2 km/h. По бреговете на протока има само две постоянни селища: Ангоон (на остров Адмиралти) и Тенаке Спрингс (на остров Чичагов). Протокът е открит през 1741 г. от руския мореплавател Алексей Чириков, сподвижник на Витус Беринг.